# Museu do Fim do Mundo
O Museu do Fim do Mundo é um museu argentino, localizado na cidade de Ushuaia.
Foi inaugurado em 1979, sendo o fruto do esforço de um grupo de cidadãos interessados no passado da cidade. O museu é um dos mais importantes da região e tem um acervo eclético. Está instalado em duas sedes que são edifícios históricos. Uma delas é a antiga casa do governo local, que preserva mobiliário e objetos ligados às magistraturas, e a outra é o antigo prédio do Banco da Nação Argentina, com peças antropológicas, resgates de naufrágios e história da cidade e região, além de uma coleção de aves empalhadas típicas da Terra do Fogo.